# Тшенсувка
Тшенсувка (пол. Trzęsówka) — село в Польщі, у гміні Цмоляс Кольбушовського повіту Підкарпатського воєводства.
Населення — 1390 осіб (2011).
У 1975-1998 роках село належало до Ряшівського воєводства.

## Демографія
Демографічна структура станом на 31 березня 2011 року:
|          | Загалом | Допрацездатний вік | Працездатний вік | Постпрацездатний вік |
| -------- | ------- | ------------------ | ---------------- | -------------------- |
| Чоловіки | 696     | 163                | 457              | 76                   |
| Жінки    | 694     | 160                | 391              | 143                  |
| Разом    | 1390    | 323                | 848              | 219                  |